# Wikariat Lourinhã
Wikariat Lourinhã − jeden z 17 wikariatów Patriarchatu Lizbony, składający się z 23 parafii:
- Parafia Matki Bożej Oczyszczenia w Alguber
- Parafia św. Salvadora w Bombarral
- Parafia Niepokalanego Poczęcia Najświętszej Maryi Panny w Cadaval
- Parafia Pana Jezusa i św. Piotra w Carvalhal
- Parafia św. Wincentego w Cercal
- Parafia Niepokalanego Poczęcia Najświętszej Maryi Panny w Figueiros
- Parafia św. Tomasza w Lamas
- Parafia Zwiastowania Najświętszej Maryi Panny w Lourinhã
- Parafia św. Barbary w Marquiteira
- Parafia Matki Bożej Uzdrowienia Chorych i św. Sebastiana w Marteleira
- Parafia Niepokalanego Poczęcia Najświętszej Maryi Panny w Moita dos Ferreiros
- Parafia Ducha Świętego w Moledo
- Parafia Łaski Ducha Świętego w Painho
- Parafia św. Sebastiana w Marquiteira
- Parafia św. Jana Chrzciciela w Pero Moniz
- Parafia św. Dominika w Reguengo Grande
- Parafia Matki Bożej z Montserrat w Ribamar
- Parafia Matki Bożej Oczyszczenia w Roliça
- Parafia św. Wawrzyńca w São Bartolomeu dos Galegos
- Parafia św. Wawrzyńca w São Lourenço dos Francos
- Parafia Najświętszego Serca Jezusowego w Vale Covo
- Parafia św. Szymona w Vermelha
- Parafia Matki Bożej z Ó w Vilar